# ベルガモ-ヴィッラ・ダルメ・トラム
ベルガモ-ヴィッラ・ダルメ・トラム（イタリア語: Tranvia Bergamo-Villa d'Almè）は、イタリアの都市・ベルガモとヴィッラ・ダルメを結ぶライトレール。T2号線という系統名が与えられ、ベルガモ電気軌道会社（Tramvie Elettriche Bergamasche、TEB）により2026年からの営業運転開始を予定している。

## 歴史
ベルガモから複数の自治体を経由しヴィッラ・ダルメを結ぶライトレールの建設計画が開始されたのは、2016年にベルガモ電気軌道や沿線となる自治体の関係者による建設計画の署名であり、2018年にはベルガモ電気軌道とベルガモ市が共同で実現可能性に関するプロジェクトを発表し、以降最終的な路線の設計や沿線の開発に関する検討が実施された。
工事は2024年から始まっており、2026年6月までに線路の敷設、車庫の設置などが実施され、同年に営業運転を開始する予定である。そのうち大半の区間については1966年まで存在したブレンバーナ渓谷線（Ferrovia della Valle Brembana）と呼ばれる鉄道路線の廃線跡を活用している。また、工事に合わせて線路に沿った自転車道の設置や植樹といった沿線の整備も進められる事になっている。これらの建設に際しては、イタリアの公共事業・運輸省や経由する州や都市、自治体からの支援を受けている。

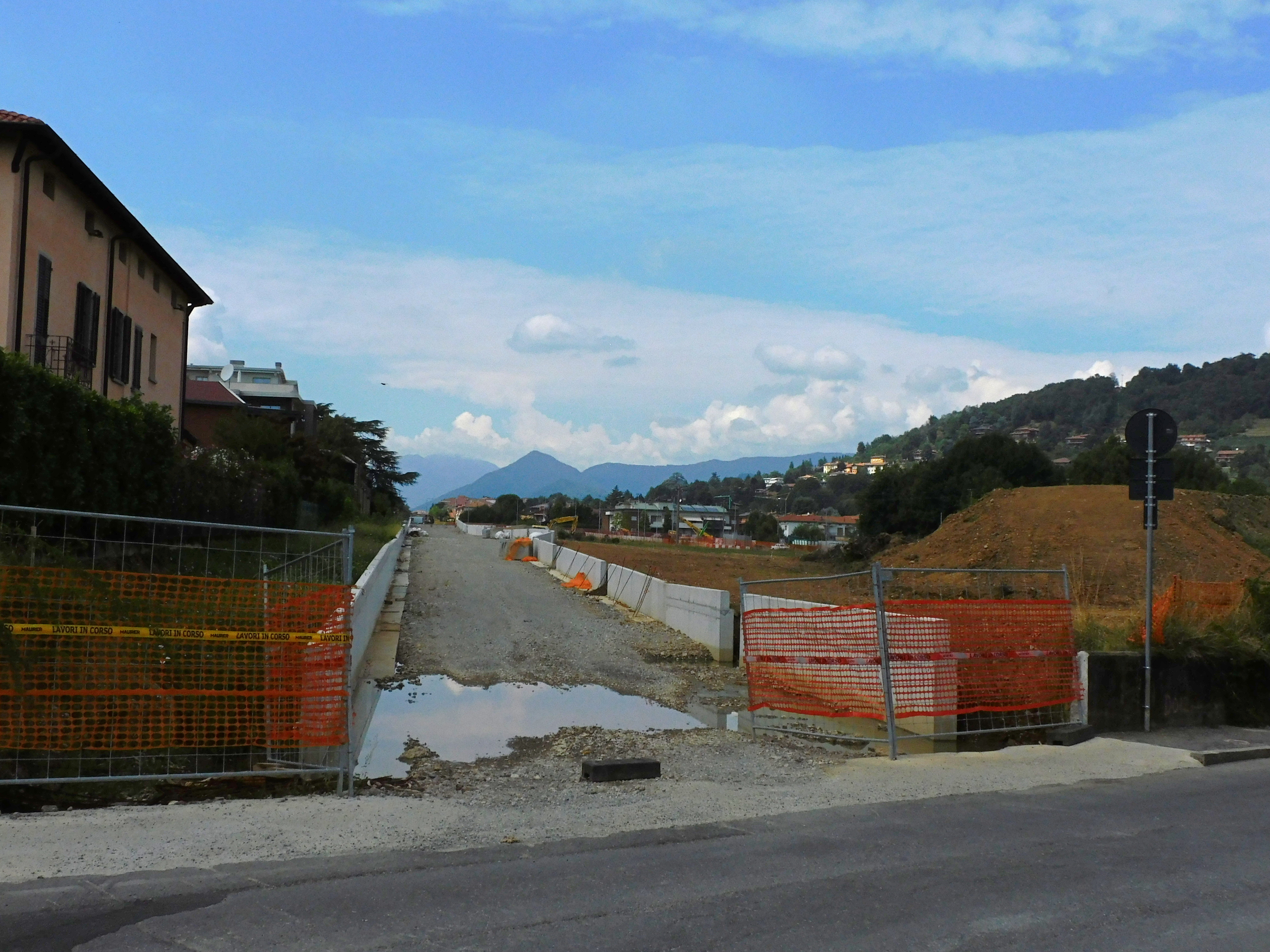
建設中のT2号線（2024年撮影）

## 路線
ベルガモ-ヴィッラ・ダルメ・トラム（T2号線）の全長は11.5 kmで、そのうちベルガモ市内の起点となるベルガモ駅（Bergamo FS） - サン・フェルモ（San Fermo）電停までの約1.5 kmの間は既存のライトレール路線（ベルガモ-アルビーノ・トラム、T1号線）と線路を共有する一方、T2号線に合わせて建設されるブロンゼッティ（Bronzetti）電停からヴィッラ・ダルメ・カポリネア（Villa d’Almè Capolinea）電停までの約10 kmの区間は前述の通りブレンバーナ渓谷線の廃線跡を再建した専用軌道を走行する。電停数は共有区間を含めて17箇所で、一部のトンネル区間を除き複線となっている。車庫は経由するソリーゾレ地区のペトジーノ（Petosino）電停付近に設けられる。全区間の所要時間は30分を想定している。

## 車両
ベルガモ-ヴィッラ・ダルメ・トラム（T2号線）の開通に合わせて導入される車両は、チェコのシュコダ・トランスポーテーションが展開する超低床電車のフォアシティ・クラシックである。全長33 m、両運転台式の5車体連接車で車内全体に空調が完備されており、定員数は281人（着席64人＋折り畳み座席2人分）である。また、安全性の観点からシュコダが開発した衝突防止システムが初めて採用される事になっている。設計最高速度は70 km/hで、導入数は10両を予定している。